# Олдебрук
Олдебрук (нід. Oldebroek, нід. вимова: [ˌɔldəˈbruk] ( прослухати)) — муніципалітет і місто у Нідерландах, у провінції Гелдерланд.

## Населені пункти муніципалітету
Міста
- Везеп
- Олдебрук

Села
- Гаттемербрук
- Керкдорп
- 'т-Ло
- Нордейнде
- Остерволде

Селища
- Зейдейнде

## Топографія
Нідерландська топографічна карта муніципалітету Олдебрук, червень 2015 року

## Галерея

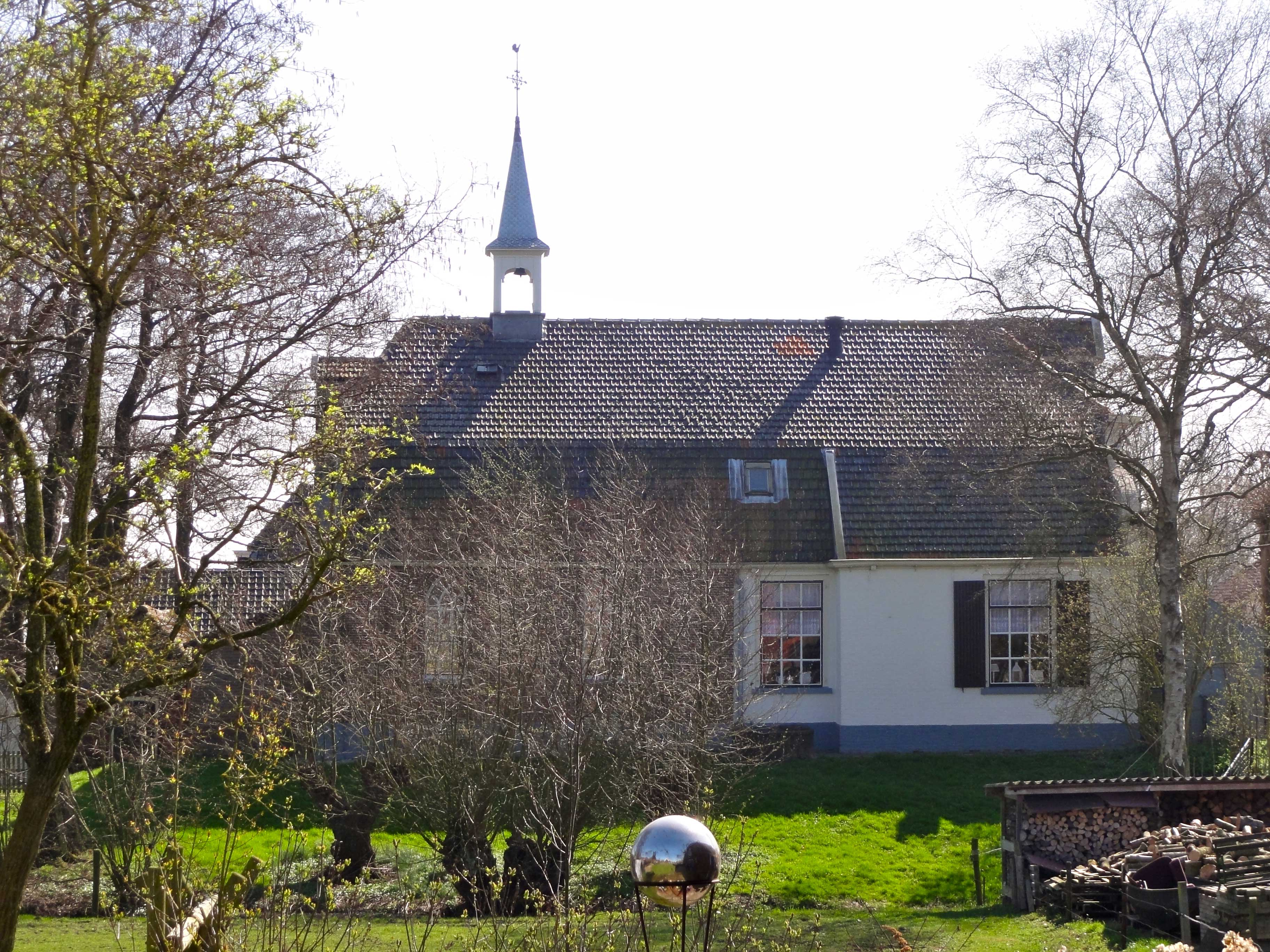
Церква e Нордейнде
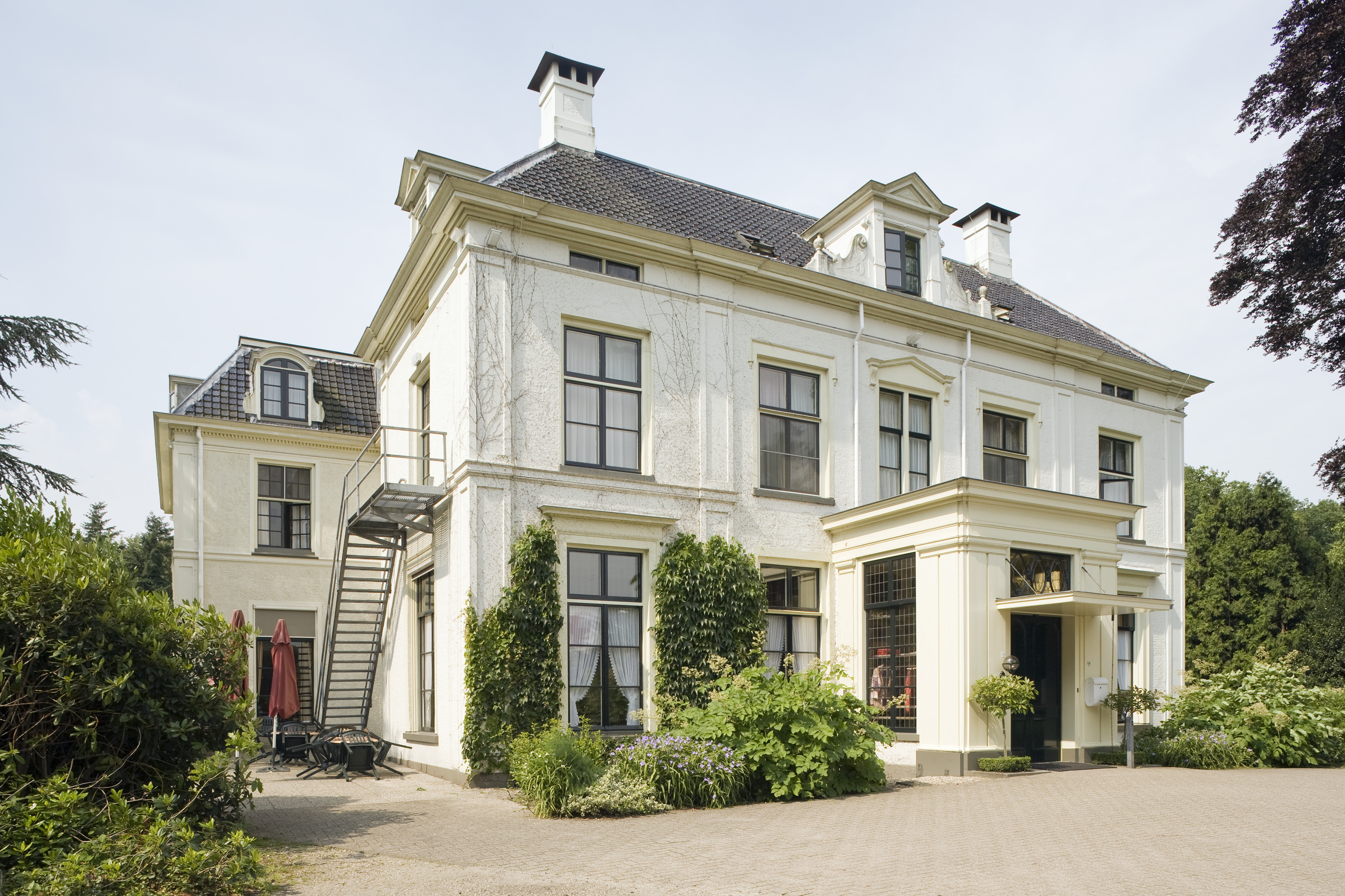
Будинок у Везепі
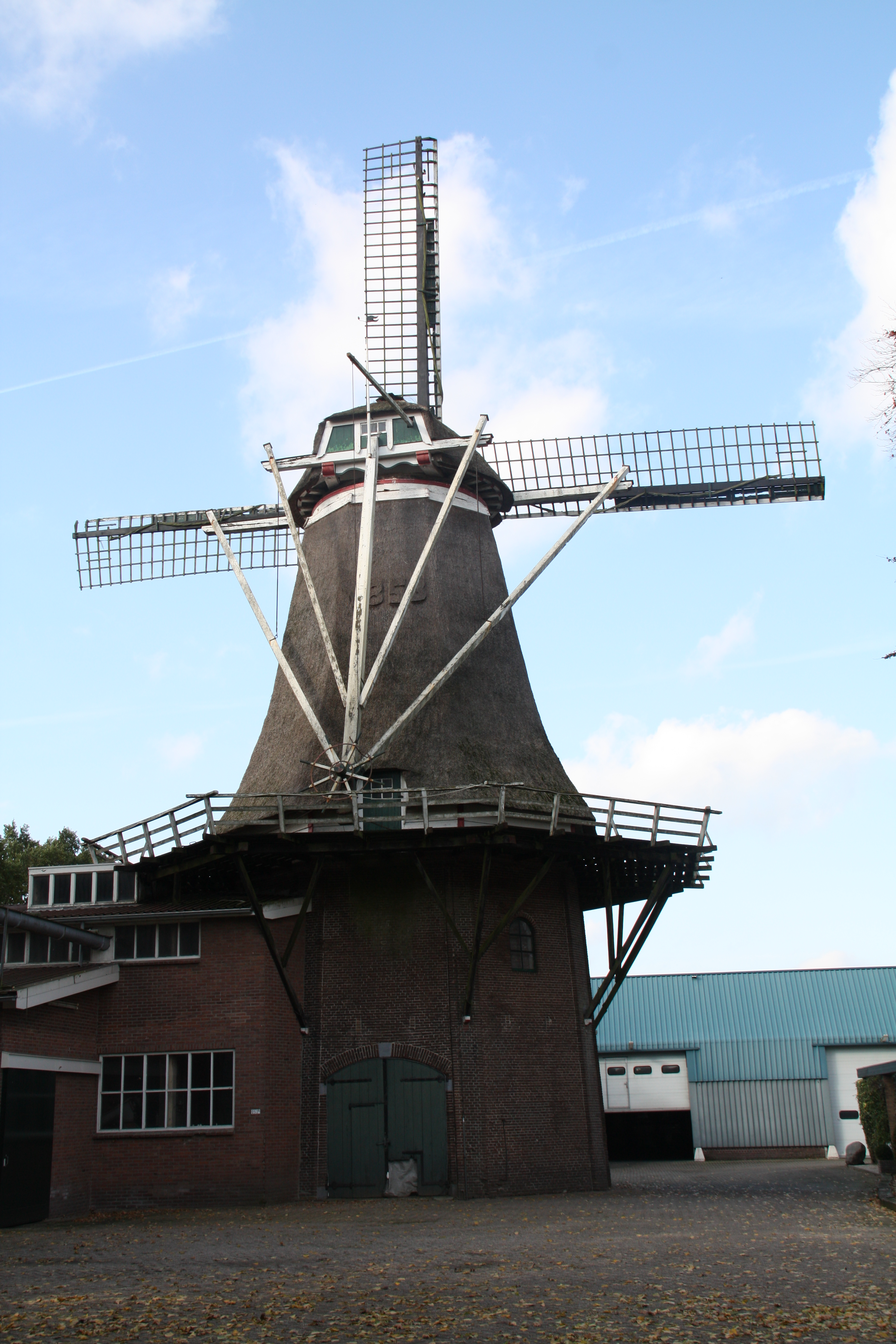
Вітряк у Олдебруці
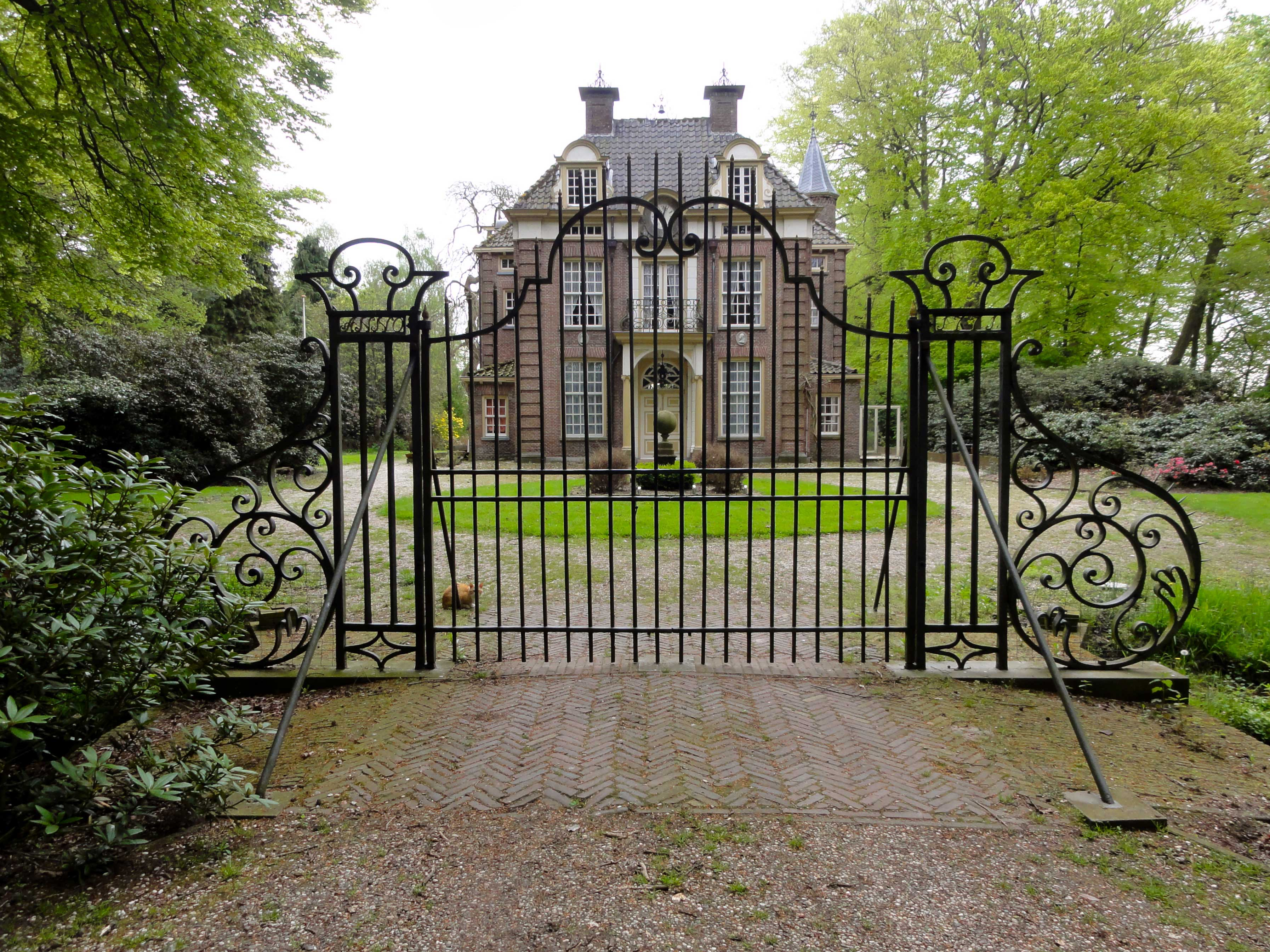
Вілла в Остерволде